# Abd al-Rahman ibn Mu'awiya
ʿAbd al-Raḥmān ibn Muʿāwiya, ossia ʿAbd al-Raḥmān I  al-Dākhil, ovvero "l'Immigrante" (in arabo عبد الرحمن الداخل‎?; Damasco, 731 – Cordova, 788), è stato il primo emiro indipendente di al-Andalus e restauratore nella Spagna musulmana dell'autorità omayyade dopo l'affermazione nel 750 della cosiddetta "rivoluzione abbaside" in Siria e nel resto del califfato.

## Origine
Nato a Damasco, ʿAbd al-Raḥmān era figlio di Muʿāwiya ibn Hishām e di una sua concubina berbera, quindi nipote del califfo Hishām ibn ʿAbd al-Malik che resse l'impero islamico per quasi vent'anni tra il 724 e 743 e principe della dinastia regnante degli Omayyadi del califfato di Damasco.

## Biografia

### La strage degli Omayyadi
Al momento della presa di potere di Abū l-ʿAbbās al-Saffāḥ, ʿAbd al-Raḥmān, scampato alla strage di Naḥr Abī Fuṭrus, era un giovane diciannovenne, la cui unica gloria era quella di avere avuto come nonno il grande califfo di Damasco Hishām ibn ʿAbd al-Malik, ma riuscì insieme a una piccola parte della sua famiglia a scappare da Damasco, che era stata fino a quel momento il centro del potere omayyade, sfuggendo alla strage ordinata da Abū l-ʿAbbās.
Secondo alcune fonti, coloro che si spostarono con lui furono suo fratello Yahyā, suo figlio Sulaymān, al tempo di soli quattro anni, e alcune delle sue sorelle. Tallonato dagli assassini, dovette rifugiarsi insieme al fratello in un piccolo villaggio, per poi fuggire attraversando a nuoto il vicino fiume Eufrate. Durante l'attraversamento a nuoto delle pericolose acque del fiume Yahyā cominciò a nuotare indietro verso gli inseguitori, forse per paura di annegare, i quali lo pregarono di tornare a riva, promettendo che nessun danno gli sarebbe stato arrecato. Appena tornato a riva il giovane omayyade venne raggiunto e ucciso sul posto, sotto lo sguardo del fratello ʿAbd al-Raḥmān, che invece si trovava già lontano dai nemici, in salvo sull'altra sponda del fiume.

### L'arrivo in Nordafrica
Scampato alla strage di Naḥr Abī Fuṭrus, ʿAbd al-Raḥmān riuscì a riparare in Palestina, dove venne raggiunto dai suoi fedeli mawlā Badr e Sālim, che erano stati al servizio di una delle sorelle. I due corsero non pochi rischi nel portargli tutto il denaro e i gioielli che fu possibile loro recuperare, quindi, grazie al loro valido e leale ausilio, riuscirono a riparare tutti in Egitto, viaggiando in incognito.
Da qui si diresse in Nordafrica, forte del fatto che sua madre (una Berbera da cui aveva forse ereditato il colore biondo dei capelli) avrebbe potuto garantirgli una benevola accoglienza da parte della sua tribù di provenienza.
In Ifriqiya il governo semi-autonomo era saldamente nelle mani di un membro della illustre famiglia Fihri, ʿAbd al-Raḥmān ibn Ḥabīb al-Fihri (un ex cliente degli Omayyadi, conosciuto anche come Ibn Ḥabīb, la cui autorità era stata legalizzata, nel 745, dall'ultimo califfo omayyade, Marwān II ibn Muḥammad ibn Marwān) che, aspirando a costruirsi un regno indipendente, aveva inizialmente cercato un accordo con gli Abbasidi, i quali però avevano rifiutato le sue condizioni chiedendo la sua sottomissione. Ibn Ḥabīb aveva a quel punto rotto apertamente con la nuova dinastia califfale abbaside, ed aveva rifiutato di riconoscere il loro nuovo governo, invitando i resti della dinastia degli Omayyadi a rifugiarsi nei suoi domini. ʿAbd al-Raḥmān fu solo uno dei diversi membri sopravvissuti della famiglia omayyade, a riparare in Ifrīqiya in quel momento, e fu ricevuto benevolmente. ʿAbd al-Raḥmān, qui avrebbe potuto vivere un'esistenza tranquilla e defilata. Ma (secondo Dozy) «alto, vigoroso ed audace, aveva ricevuto un'accurata istruzione e possedeva capacità fuori dal comune. Il suo istinto gli diceva che era chiamato ad un destino glorioso», e secondo le profezie di suo zio Maslama, sarebbe stato il salvatore degli Omayyadi; quindi era fermamente convinto di essere destinato a sedere su un trono, per cui persi Damasco e tutto l'Oriente, non rimanevano che l'Africa e la Spagna.

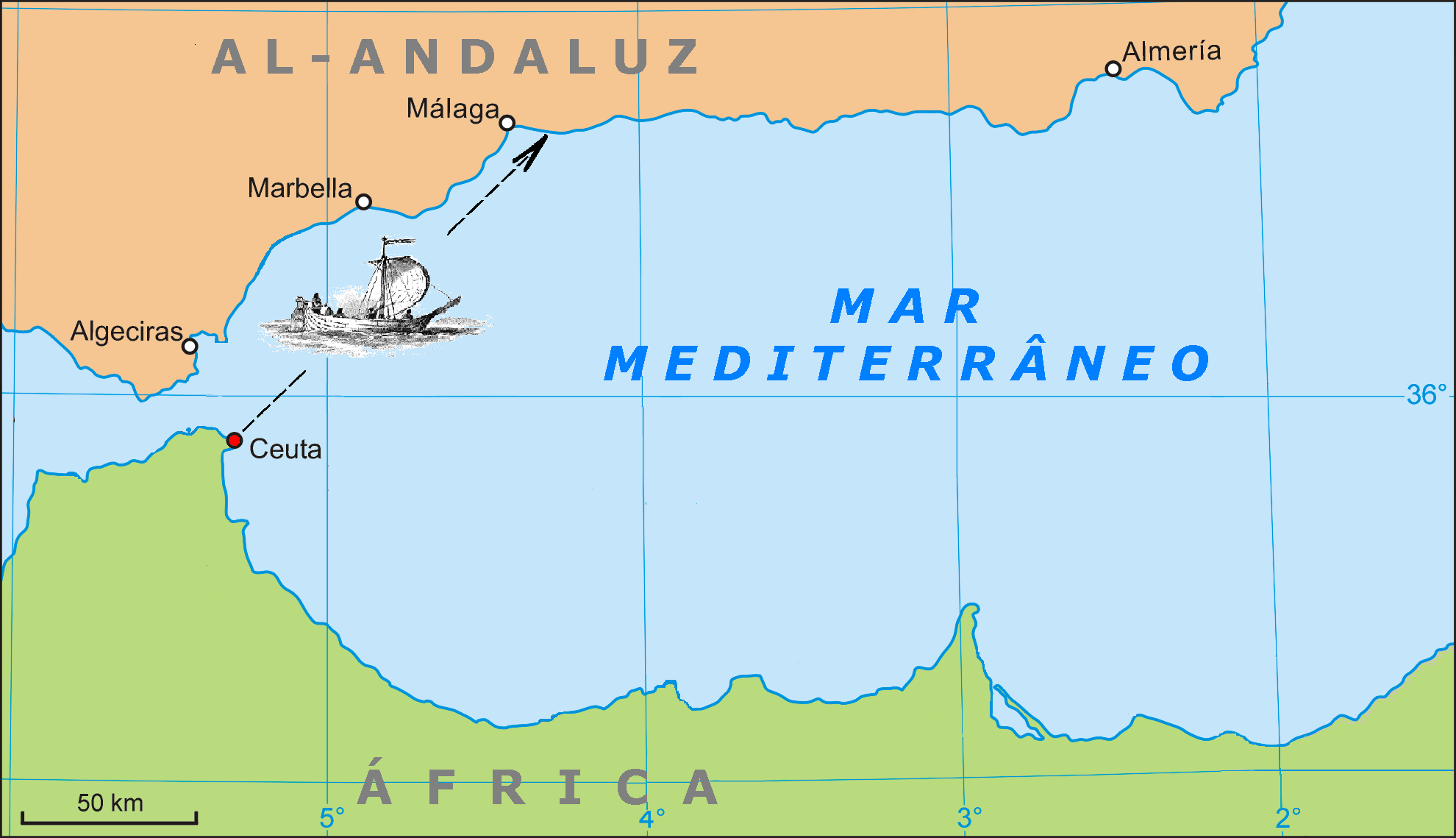
Partito da Ceuta, ʿAbd al-Raḥmān sbarcò ad Almuñécar in al-Andalus, a est di Malaga, nel settembre del 755.

Ben presto inoltre sorsero dissidi tra Ibn Ḥabīb ed i suoi nuovi ospiti, perché temeva la presenza di esuli di una così importante famiglia, di una dinastia molto più illustre della sua, i quali avrebbero potuto diventare un punto di riferimento per gli intrighi dei nobili locali contro di lui. I disaccordi insorti di fatto portarono agitazione anche nella casa dello stesso Ibn Ḥabīb, tanto che due principi, figli del califfo omayyade al-Walīd II ibn Yazīd II, furono fatti giustiziare da Ibn Ḥabīb stesso, che a sua volta, nel 755, fu assassinato.
Secondo lo storico del XVII secolo al-Maqqari a quel tempo, ʿAbd al-Raḥmān teneva un basso profilo, rimanendo in Cabilia, al campo di un capo berbero Nafza alleato. Ibn Ḥabīb inviò spie per cercare il principe omayyade. Quando i soldati di Ibn Ḥabīb entrarono nel campo, la moglie del capo berbero Tekfah nascose ʿAbd al-Raḥmān sotto i suoi effetti personali, per aiutarlo a passare inosservato. Una volta che gli uomini di Ibn Ḥabīb se ne furono andati, ʿAbd al-Raḥmān partì immediatamente verso ovest.
Dopo aver girovagato tutto il Nordafrica, solo nel 755, sempre secondo il Dozy, rivolse le sue mire su al-Andalus, di cui il suo liberto Sālim gli aveva fatto una sommaria descrizione, raggiungendo per prima cosa il porto di Ceuta nell'enclave spagnola del moderno Marocco.

### Il sostegno berbero
Il loro prossimo passo previsto sarebbe stato quello di attraversare il mare verso al-Andalus, dove ʿAbd al-Raḥmān non era comunque sicuro di essere accolto. A seguito della grande rivolta berbera del decennio precedente, la provincia era in uno stato di confusione, con la comunità musulmana lacerata da dissensi tribali tra gli Arabi e le tensioni razziali tra gli Arabi e Berberi.
Forte dell'appoggio delle tribù berbere dei Miknāsa e dei Nafza, ʿAbd al-Raḥmān, per guadagnarsi alleati all'interno di al-Andalus, inviò l'altro suo liberto, Badr, presso tutti i clienti degli Omayyadi, nel sud della Spagna, per chiarire la sua situazione e rivendicare, in quanto nipote di Hishām ibn ʿAbd al-Malik, il proprio diritto all'emirato visto che il wālī omayyade Yūsuf ibn ʿAbd al-Raḥmān al-Fihrī aveva approfittato della guerra civile in atto per svolgere una politica del tutto indipendente dal califfato abbaside di Damasco.

### Il sostegno dei Siriani
Un alleato sicuro fu trovato nel gruppo dei "Siriani" giunto nella Penisola iberica al seguito di Balj ibn Bishr al-Qushayrī, scampato a morte sicura in seguito alla disfatta omayyade in Maghreb nel corso del conflitto scatenato dalla cosiddetta Grande rivolta berbera i cui capi riconosciuti erano: Yūsuf ibn Bukht, ʿUbayd Allāh e Ibn Khālid.

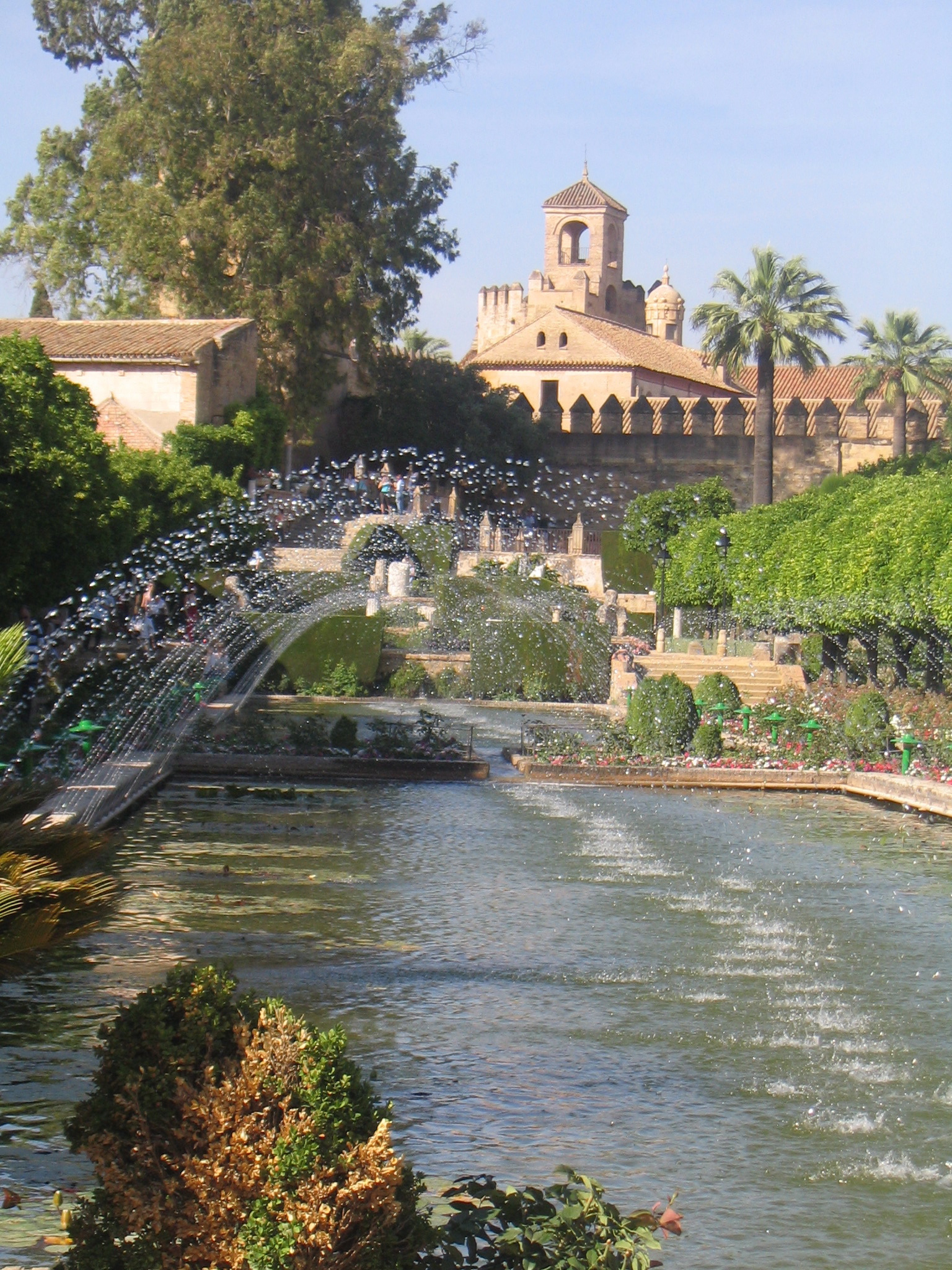
La fontana dell'Alcazar di Cordova

Costoro erano stati inseriti a pieno titolo (e con grandi privilegi) nel tessuto sociale e produttivo andaluso in quanto utili ad alleggerire le pressioni berbere che, anche in al-Andalus, avevano condotto a rivolte contro il governo arabo costituito. Ulteriori alleati furono poi trovati negli Arabi immigrati nel paese. Un primo accordo con i Qaysiti, il cui massimo rappresentante era Sumayl, un eroe della guerra civile, non sortì alcun effetto. Anzi Sumayl si recò a Cordova per unirsi all'emiro Yūsuf che organizzava una spedizione contro i Berberi e gli yemeniti di Saragozza che si erano ribellati; per l'occasione Yūsuf comprò anche l'alleanza degli Omayyadi, i cui capi, gli emissari di ʿAbd al-Raḥmān ibn Muʿāwiya, ʿUbayd Allāh e Ibn Khālid, incontrarono Yūsuf all'attraversamento del Guadalquivir, promettendogli di raggiungerlo al più presto.
Badr tornò in Africa per raccontare 'Abd al-Raḥmān dell'incontro con i clienti Omayyadi di al-Andalus. Poco dopo essere partiti con un piccolo gruppo di seguaci per l'Europa alcune tribù berbere locali appreso dell'intenzione di ʿAbd al-Raḥmān di salpare per la Spagna e cavalcarono in fretta per recuperare il ritardo su di lui. Nelle loro intenzioni ʿAbd al-Raḥmān era un ostaggio, e lo costrinsero a comprare la propria libertà di lasciare il continente africano.
Gli emissari di ʿAbd al-Raḥmān fecero un ultimo inutile tentativo con Sumayl, quindi si rivolsero agli Arabi yemeniti (o Kalbiti), con cui fu trovata un'ottima intesa riproponendo così un'intesa che si era di già sviluppata positivamente in Siria nel corso del "secolo omayyade". Allora, approfittando che Yūsuf e Sumayl erano impegnati al nord, inviarono a Tammām, in Nordafrica, il denaro ai Berberi che tenevano in ostaggio ʿAbd al-Raḥmān che così poté partire per al-Andalus, sbarcando infine ad Almuñécar il 14 agosto del 755, dove l'attendevano ʿUbayd Allāh e Ibn Khālid e una scorta di 300 cavalieri che gli diedero il castello di Torrox, situato tra Iznájar e Loja.
Queste notizie dell'arrivo del principe si diffuse a macchia d'olio in tutta la penisola ed impressionarono molto Yūsuf, che avrebbe voluto attaccare subito il pretendente, ma la diserzione di buona parte del suo esercito, riluttante a combattere nella zona montagnosa di Rayya (Malaga) al sopraggiungere dell'inverno, lo convinsero ad aprire dei negoziati con ʿAbd al-Raḥmān: dove gli prometteva la mano di sua figlia, una ricchissima dote, molte terre e molti altri doni; gli Omayyadi erano sul punto di accettare e la lettera di risposta doveva essere redatta da ʿUbayd Allāh, che ebbe un diverbio con uno dei messi di Yūsuf, un rinnegato spagnolo di nome Khālid, che portò alla rottura dei negoziati.

### La "conquista" di al-Andalus
Verso la fine dell'inverno del 756 ʿAbd al-Raḥmān con i suoi alleati yemeniti avanzò verso nord ed entrò in Siviglia, nel mese di marzo; quindi avanzò verso Cordova sulla riva sinistra del Guadalquivir, mentre Yūsuf e Sumayl lo seguivano sulla riva destra. Giunto a Musara, ʿAbd al-Raḥmān, il 14 maggio (anniversario della battaglia di Marj Rāhit, dove, nel 684, Marwān I ibn al-Ḥakam divenne il quarto califfo degli omayyadi) decise di dare battaglia, attraversò il fiume, cogliendo di sorpresa Yūsuf, sconfiggendolo con i suoi alleati (tra cui i Banū Qasī), nella battaglia di al-Musara, presso Cordova, il 15 maggio del 756, e facendosi proclamare Emiro di al-Andalus anziché, come pure avrebbe forse potuto, califfo, prendendo possesso del Palazzo (Alcazar, dall'arabo al-Qaṣr ) governatoriale che trasformò nella sua residenza.
ʿAbd al-Raḥmān non permise il saccheggio del campo nemico e trattò con magnanimità la famiglia di Yūsuf.
Sempre nel 756, dopo difficili negoziati, Yūsuf riconobbe emiro di al-Andalus ʿAbd al-Raḥmān, che in luglio sottoscrisse un'alleanza con i Banū Qasī; nello stesso anno, fu quindi riconosciuto emiro di al-Andalus, dalla maggior parte dei maggiorenti.

### Il governo emirale
Il suo governo fu caratterizzato da un continuo impegno bellico per stroncare qualsiasi forma di opposizione, senza peraltro adottare una linea d'intransigente fermezza (tipica, invece, di suo nipote al-Ḥakam I). La prima e più terribile rivolta fu quella degli Yemeniti che iniziò nel 756 per il mancato saccheggio del campo nemico a Mostra e che terminò nel 764 con la resa di Toledo. L'opposizione si espresse anche nel tentativo di rivalsa dello sconfitto governatore (battuto però ancora una volta nel 758 presso Toledo; morì in battaglia l'anno successivo, mentre Sumayl fu fatto strangolare da ʿAbd al-Raḥmān) nonché nelle ribellioni ordite dai discriminati Berberi andalusi e nelle incursioni organizzate dal regno cristiano delle Asturie che sperava di prendersi una pronta e decisiva rivincita dopo che la conquista islamica aveva costretto Pelagio e i suoi successori, Favila e Alfonso I delle Asturie, ad asserragliarsi nelle inospitali contrade del settentrione cantabrico e asturiano della Penisola Iberica.
Per ciò che concerne i Berberi iniziarono la rivolta nel 764, capeggiati da un maestro di scuola di nome Chaqya, che si spacciava per un discendente di ʿAlī e di Fāṭima; nel 770, subirono una tremenda sconfitta sulle rive del fiume Bembezar, dove morirono in 30.000. La rivolta fu completamente domata solo nel 774, alla morte di Chaqya, assassinato da un suo seguace.
Nel frattempo ʿAbd al-Raḥmān aveva anche sollevato una chiamata attraverso tutto il mondo musulmano affermando che al-Andalus era un rifugio sicuro per gli amici della casa Omayyade che erano riusciti ad eludere gli Abbasidi e fu, probabilmente, molto felice di vedere la risposta alla sua chiamata sotto forma di ondate di famiglie fedeli alla sua casata che emigrarono nei suoi domini e la ripresa di contatto con il figlio Sulaymān, il quale aveva visto l'ultima volta sulle rive dell'Eufrate con le sorelle. Queste ultime furono finalmente in grado di intraprendere il lungo viaggio ad al-Andalus. ʿAbd al-Raḥmān mise i propri familiari in molti importanti ruoli di potere in tutto il paese, sentendo che poteva fidarsi più di loro rispetto ad altri.
Dopo il periodo di conflitto di cui sopra, ʿAbd al-Raḥmān cercò di migliorare le infrastrutture di cui era dotata al-Andalus assicurando la costruzione e il miglioramento di strade e acquedotti. Avviò nel 785 anche la costruzione della grande moschea, terminata però solo nel X secolo. ʿAbd al-Raḥmān sapeva che uno dei suoi figli avrebbe un giorno ereditato lo Stato di al-Andalus, ma sapeva anche che si trattava di una terra martoriata dalle lotte e che, al fine di governare con successo in una situazione del genere, il suo governo aveva bisogno di creare un servizio civile affidabile e organizzare un esercito professionista permanente. Riguardo questo'ultimo aspetto, sapendo di non poter sempre contare sulla popolazione locale nella fornitura di un esercito fedele, creò quindi un grande esercito permanente formato principalmente da berberi del Nordafrica e da schiavi provenienti da altre zone. Si stima che il numero totale di uomini sotto il suo comando si aggirasse intorno ai 40 000. Come era comune durante gli anni della grande espansione islamica dall'Arabia, sotto ʿAbd al-Raḥmān era abitualmente esercitata una certa tolleranza religiosa ed ebrei e cristiani poterono conservare e praticare la loro fede dietro pagamento di una tassa per questo privilegio. La politica di ʿAbd al-Raḥmān di tassare i non-musulmani, fu spesso ripresa dai governanti successivi, cambiando la dinamica religiosa di al-Andalus ed inducendo molti a convertirsi all'islam per convenienza.

### I rapporti e i primi confronti con i Franchi
Nel corso del suo governo si ebbe anche l'ingresso in Spagna di Carlo Magno, esortato a intervenire da un gruppo di musulmani, guidati dal wālī di Barcellona, ribelli all'autorità dell'Emiro, che indussero il sovrano franco a porre l'assedio nel 778 a Saragozza, senza peraltro riscontrare alcun senso di sollievo e di amicizia da parte delle popolazioni cristiane sottomesse che, probabilmente, apprezzavano assai più la relativa libertà concessa dai musulmani anziché la grossolana amicizia carolingia.
ʿAbd al-Raḥmān I non ebbe necessità d'intervenire perché Carlo fu richiamato nella Marca Orientale del regno Franco dalle notizie d'una pericolosa rivolta dei Sassoni da poco sottomessi (il loro condottiero, Vitichindo, era rientrato in Sassonia e stava marciando su Colonia). Quindi Carlo Magno, nel 778, ripassò i valichi pirenaici da cui era inizialmente penetrato sul territorio spagnolo, esponendo nella battaglia di Roncisvalle la sua retroguardia ai devastanti colpi dei Baschi (ancora per lo più pagani) che portarono alla morte di alcuni importanti uomini della cerchia intima del sovrano franco, primo fra tutti il conte palatino Rolando, duca di Bretagna, della cui figura la narrazione epica si impadronirà, trasformandolo nel prode e infelice Orlando. ʿAbd al-Raḥmān si limitò a prendere possesso di Saragozza, sconfiggere i Baschi e costringere il conte di Cerdagna a divenire suo tributario.

### I rapporti con gli Abbasidi
I rapporti con i rivali abbasidi furono di ostilità, ma più teorica che pratica. Se infatti al-Manṣūr aveva armato il capo arabo al-ʿAlāʾ ibn Mughīth nel 763, il tentativo abbaside di recuperare al-Andalus fallì in un combattimento svoltosi presso Carmona, poco distante da Siviglia, dopo un assedio di alcuni mesi. ʿAbd al-Raḥmān progettò anch'egli di tornare in Oriente per abbattere la dinastia rivale e nel 780 i preparativi opportuni furono avviati. La situazione però a Saragozza era talmente complessa da richiedere ogni sua attenzione e ogni suo sforzo, costringendo infine l'Emiro ad accantonare per sempre il suo piano.

### Morte e successione
Morì, neppure sessantenne, il 30 settembre del 788 a Cordova e gli succedette al trono il suo terzo figlio Hisham ibn Abd al-Rahman. L'assunzione di potere avvenne ai danni del fratello maggiore Sulaymān ma sembra che lo stesso ʿAbd al-Raḥmān avesse decretato che a prendere il suo posto avrebbe dovuto essere quello dei due figli che fosse arrivato più rapidamente a Cordova dalle province in cui si trovavano per affinare la loro esperienza di governo. Sulaymān era a Toledo e Hishām a Mérida e quest'ultimo fu il più lesto a presentarsi nel Palazzo omayyade dell'Alcazar per assumere il suo rango e le sue funzioni.
La valutazione che meglio può descrivere l'operato di ʿAbd al-Raḥmān è: «Fondò un potente impero, riunì sotto il suo scettro vasti domini che fino ad allora erano stati divisi tra una quantità di capi diversi», questo giudizio fu dato da un suo contemporaneo, il califfo abbaside al-Manṣūr, esatta descrizione del compito cui ʿAbd al-Raḥmān consacrò la propria vita.

### Famiglia
ʿAbd al-Raḥmān ebbe quattro figli:
- Sulaymān ibn ʿAbd al-Raḥmān, figlio primogenito, dopo la conquista di al-Andalus da parte del padre fu insediato a Toledo da cui si oppose alla salita del fratello minore venendo prima sconfitto nella regione di Jaén e poi nel 789 con l'assedio di Toledo in cui Sulaymān e il fratello minore ʿAbd Allāh si erano asserragliati, chiamando alla rivolta il Paese di al-Andalus, dove i due si arresero per poi venire generosamente esiliati in Nordafrica.
- ʿOmar ibn ʿAbd al-Raḥmān, secondo figlio di ʿAbd al-Raḥmān, di cui si hanno poche notizie.
- Hisham ibn Abd al-Rahman, nato a Cordova nel 757, terzo figlio di ʿAbd al-Raḥmān fu colui che gli succedette al trono dopo avere sconfitto due suoi fratelli.
- ʿAbd Allāh ibn ʿAbd al-Raḥmān, quarto e ultimo figlio di ʿAbd al-Raḥmān sostenne la lotta per il trono del fratello maggiore Sulaymān venendo sconfitto insieme a lui e venendo esiliato in Nordafrica.